# Europsko prvenstvo u košarci – SSSR 1965.
Europsko prvenstvo u košarci 1965. godine održalo se u Moskvi i Tbilisiju u Sovjetskom Savezu od 30. svibnja do 10. lipnja 1965. godine.
Hrvatski igrači koji su igrali za reprezentaciju Jugoslavije: Petar Skansi, Giuseppe Gjergja, Nemanja Đurić, Zvonko Petričević i Dragan Kovačić.